# Верхняя Сыроватка
Верхняя Сыроватка (укр. Верхня Сироватка) — село,
Верхнесыроватский сельский совет,
Сумский район,
Сумская область,
Украина.
Код КОАТУУ — 5924782901. Население составляет 5033 человек.
Является административным центром Верхнесыроватской ТГ, в который, кроме того, входят сёла:
Зализняк,
Новоселица,
Стенка, Большой Бобрик, Малый Бобрик, Ивахновка, Юсуповка, Камянное.

## Географическое положение
Село Верхняя Сыроватка находится на берегу реки Сыроватка (в основном на левом),
выше по течению на расстоянии в 1 км расположено село Зализняк,
ниже по течению на расстоянии в 1 км расположено село Новоселица.
По селу протекает пересыхающий ручей с запрудой.
Через село проходят автомобильные дороги Н-12 и Р-45, а также
железная дорога, станции Бездрик и Железняк.

## История
- Вблизи села Верхняя Сыворотка, в урочище Луговой Плес, обнаружены поселения бронзового, раннего железного века и раннего средневековья, а налево объездной дороги — курганные могильники.
- Село Верхняя Сыроватка известно с 1653 года[1].
- В XIX веке село Верхняя Сыроватка было волостным центром Верхне-Сыроватской волости Сумского уезда Харьковской губернии. В селе была Успенская, Преображенская, и Михайловская церковь[2].

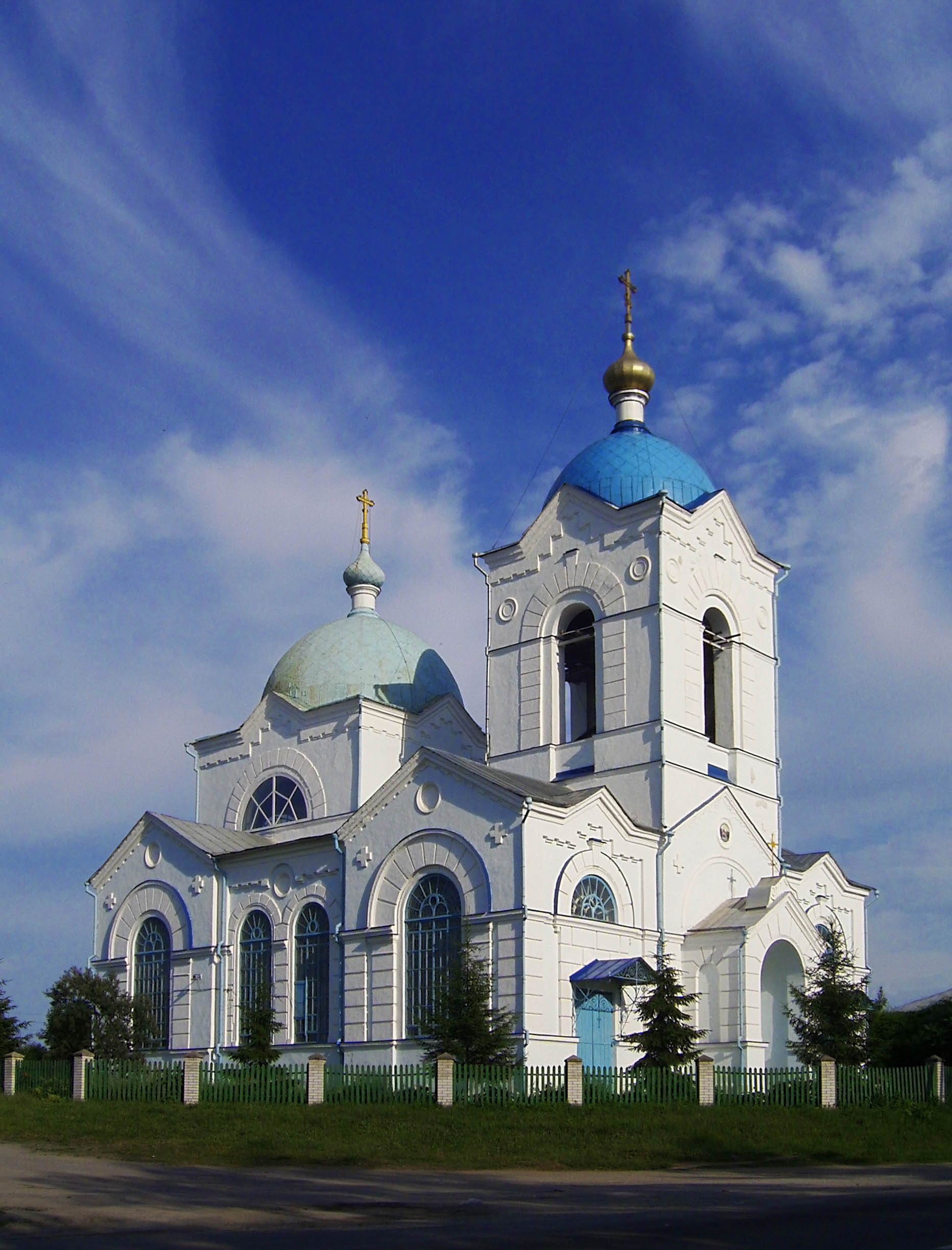
Свято-Успенская церковь в селе Верхняя Сыроватка.

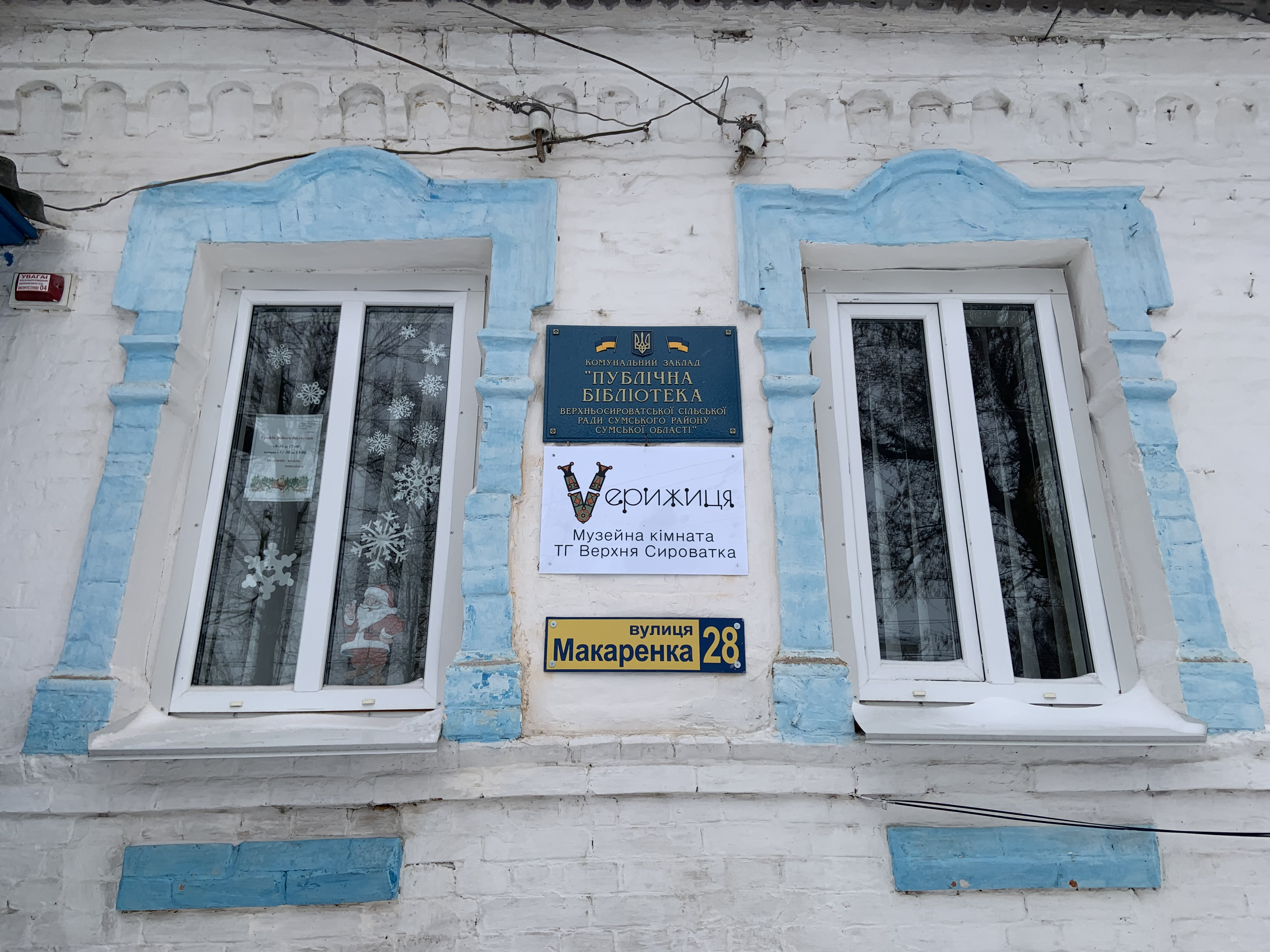
«Vерижиця» музейная комната в селе Верхняя Сыроватка, ул. Макаренко, 28.

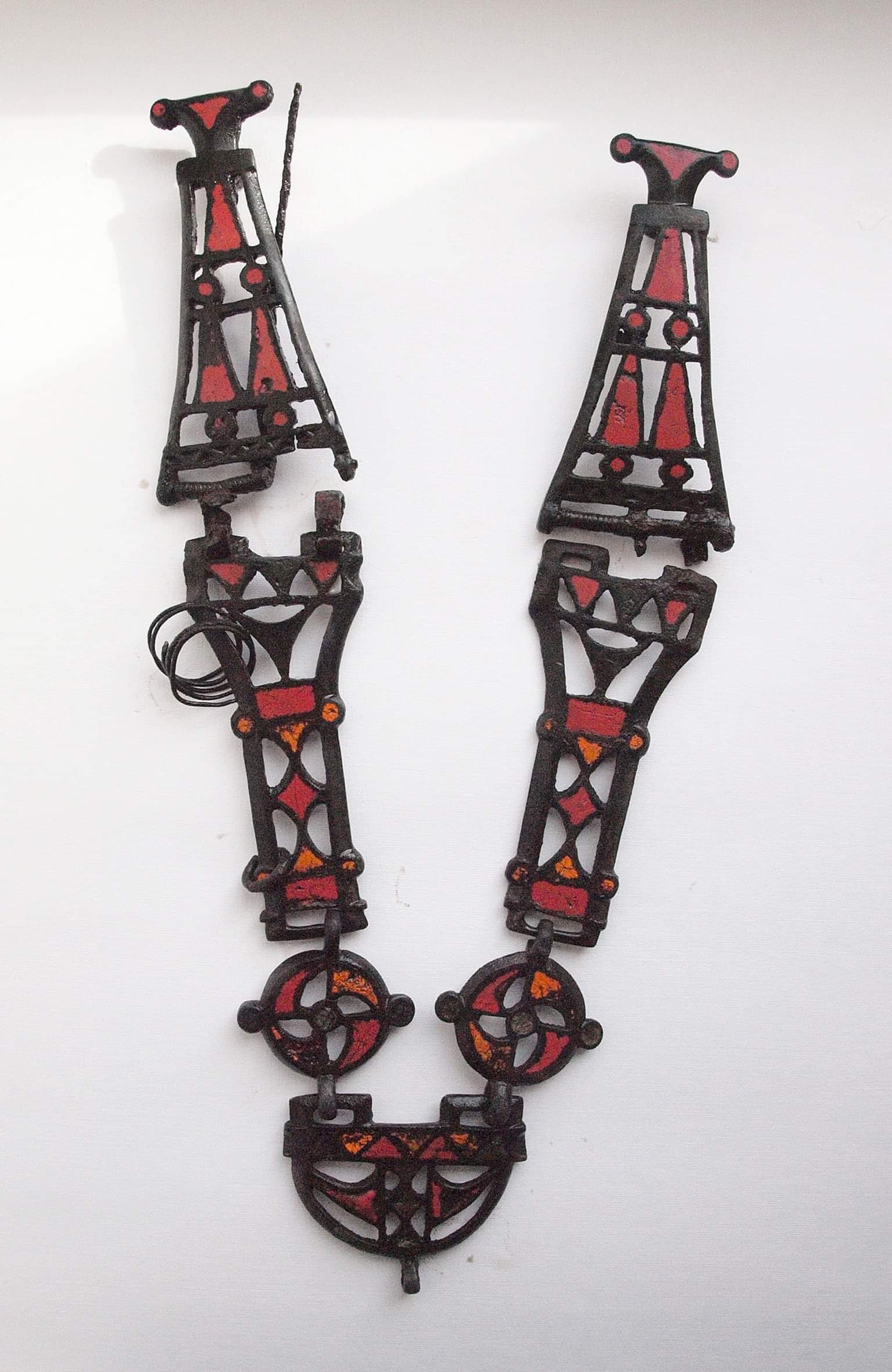
Верижиця киевской культуры, была найдена в лесу около села Верхняя Сыроватка, экспонируется в Сумском областном краеведческом музее.

## Экономика
- Молочно-товарная ферма.
- «Маяк», агрокомплекс, ЧП.

## Объекты социальной сферы
- Школа.
- Детский сад
- Дом культуры.

## Известные люди
- в 1880-1882 г. в школе села Верхняя Сыроватка, учился известный художник Василий Кричевский, автор малого герба  УНР - «Тризуб».
- в селе родился Герой Советского Союза Семён Красий.

## Религия
- Свято-Успенская церковь.